# Olympische Sommerspiele 1924/Teilnehmer (Kanada)
| Gelbes Symbol für Goldmedaillen mit stilisierten Olympischen Ringen | Graues Symbol für Silbermedaillen mit stilisierten Olympischen Ringen | Braundes Symbol für Bronzemedaillen mit stilisierten Olympischen Ringen |
| ------------------------------------------------------------------- | --------------------------------------------------------------------- | ----------------------------------------------------------------------- |
| —                                                                   | 3                                                                     | 1                                                                       |

Kanada nahm an den Olympischen Sommerspielen 1924 in Paris mit einer Delegation von 65 männlichen Athleten an 39 Wettkämpfen in acht Sportarten teil.
Die kanadischen Sportler gewannen drei Silbermedaillen und eine Bronzemedaille. Fahnenträger bei der Eröffnungsfeier war der Leichtathlet Hector Phillips.

## Teilnehmer nach Sportarten

### Boxen
- Jock MacGregor
Fliegengewicht: im Viertelfinale ausgeschieden

- Samuel Rennie
Fliegengewicht: im Viertelfinale ausgeschieden

- Agnew Burlie
Federgewicht: in der 1. Runde ausgeschieden

- Mickey MacGowan
Federgewicht: in der 1. Runde ausgeschieden

- Clifford Graham
Leichtgewicht: im Achtelfinale ausgeschieden

- Douglas Lewis
Weltergewicht: Bronze

- Leslie Black
Mittelgewicht: 4. Platz

- Harry Henning
Mittelgewicht: im Viertelfinale ausgeschieden

- Charley Belanger
Halbschwergewicht: im Achtelfinale ausgeschieden

### Leichtathletik
- Cyril Coaffee
100 m: im Halbfinale ausgeschieden
200 m: im Halbfinale ausgeschieden
4-mal-100-Meter-Staffel: im Halbfinale ausgeschieden

- George Hester
100 m: im Halbfinale ausgeschieden
200 m: im Viertelfinale ausgeschieden
4-mal-100-Meter-Staffel: im Halbfinale ausgeschieden

- Anthony Vince
100 m: im Viertelfinale ausgeschieden
4-mal-100-Meter-Staffel: im Halbfinale ausgeschieden

- Laurence Armstrong
100 m: im Vorlauf ausgeschieden
200 m: im Viertelfinale ausgeschieden
4-mal-100-Meter-Staffel: im Halbfinale ausgeschieden

- John McKechenneay
200 m: im Viertelfinale ausgeschieden

- David Moffat Johnson
400 m: 4. Platz
4-mal-400-Meter-Staffel: 4. Platz

- Alan Christie
400 m: im Viertelfinale ausgeschieden
4-mal-400-Meter-Staffel: 4. Platz

- Horace Aylwin
400 m: im Viertelfinale ausgeschieden
4-mal-400-Meter-Staffel: 4. Platz

- William Fuller
400 m: im Vorlauf ausgeschieden

- Jack Harris
800 m: im Halbfinale ausgeschieden

- Tom McKay
800 m: im Halbfinale ausgeschieden

- Hector Phillips
800 m: im Vorlauf ausgeschieden

- Rolph Barnes
1500 m: im Vorlauf ausgeschieden

- David McGill
5000 m: im Vorlauf ausgeschieden

- John Cuthbert
Marathon: 13. Platz

- Victor McAuley
Marathon: 14. Platz

- Sydney Pierce
110 m Hürden: im Vorlauf ausgeschieden

- Warren Montabone
110 m Hürden: im Vorlauf ausgeschieden
400 m Hürden: im Vorlauf ausgeschieden

- Phil MacDonald
400 m Hürden: im Vorlauf ausgeschieden
Dreisprung: 14. Platz

- William Maynes
4-mal-400-Meter-Staffel: 4. Platz

- Eversleigh Freeman
10.000 m Gehen: im Vorlauf ausgeschieden

- Philip Granville
10.000 m Gehen: im Vorlauf ausgeschieden

- Jack Miller
Hochsprung: 22. Platz

- Victor Pickard
Stabhochsprung: 5. Platz
Speerwurf: 28. Platz

- Irvine Francis
Stabhochsprung: 8. Platz

- Ross Sheppard
Dreisprung: 16. Platz

- John Murdoch
Hammerwurf: 8. Platz

### Radsport
- Joe Laporte
Straßenrennen: 54. Platz
Bahn 50 km: Rennen nicht beendet

### Ringen
- Jim Trifunov
Bantamgewicht, Freistil: 9. Platz

- Cliff Chilcott
Federgewicht, Freistil: 4. Platz

- Walter Montgomery
Leichtgewicht, Freistil: 9. Platz

- Donald Stockton
Weltergewicht, Freistil: 5. Platz

- George Rumpel
Halbschwergewicht, Freistil: 8. Platz

### Rudern
- Arthur Belyea
Einer: im Vorlauf ausgeschieden

- Colin Finlayson
Vierer ohne Steuermann: Silber

- Archibald Black
Vierer ohne Steuermann: Silber

- George MacKay
Vierer ohne Steuermann: Silber

- William Wood
Vierer ohne Steuermann: Silber

- Arthur Bell
Achter mit Steuermann: Silber

- Robert Hunter
Achter mit Steuermann: Silber

- William Langford
Achter mit Steuermann: Silber

- Harold Little
Achter mit Steuermann: Silber

- John Smith
Achter mit Steuermann: Silber

- Warren Snyder
Achter mit Steuermann: Silber

- Norman Taylor
Achter mit Steuermann: Silber

- William Wallace
Achter mit Steuermann: Silber

- Ivor Campbell
Achter mit Steuermann: Silber

### Schießen
- James Montgomery
Trap: 4. Platz
Trap Mannschaft: Silber

- Samuel Vance
Trap: 6. Platz
Trap Mannschaft: Silber

- George Beattie
Trap: 6. Platz
Trap Mannschaft: Silber

- William Barnes
Trap Mannschaft: Silber

- John Black
Trap Mannschaft: Silber

- Samuel Newton
Trap Mannschaft: Silber

### Schwimmen
- Clayton Bourne
100 m Freistil: im Halbfinale ausgeschieden

- George Vernot
400 m Freistil: im Halbfinale ausgeschieden
1500 m Freistil: im Halbfinale ausgeschieden

### Segeln
- Norm Robertson
Monotyp 1924: Regatta nicht beendet